# Takamaka

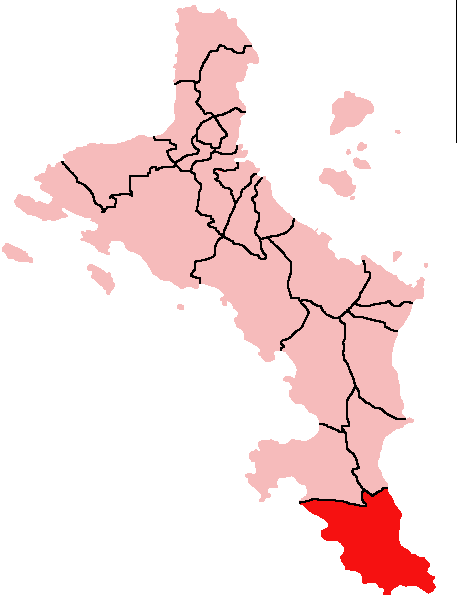
Położenie dystryktu Takamaka na wyspie Mahé

Takamaka – jeden z 25 dystryktów Seszeli znajdujący się w południowej części wyspy Mahé. Jego stolicą jest Takamaka.
Jak we wszystkich dystryktach znajduje się tu szkoła podstawowa, ośrodek zdrowia, komenda policji i biuro administracyjne, zgrupowane w pobliżu rzymskokatolickiego kościoła pod wezwaniem św. Marii Magdaleny.